# لوله ان‌ام‌ار

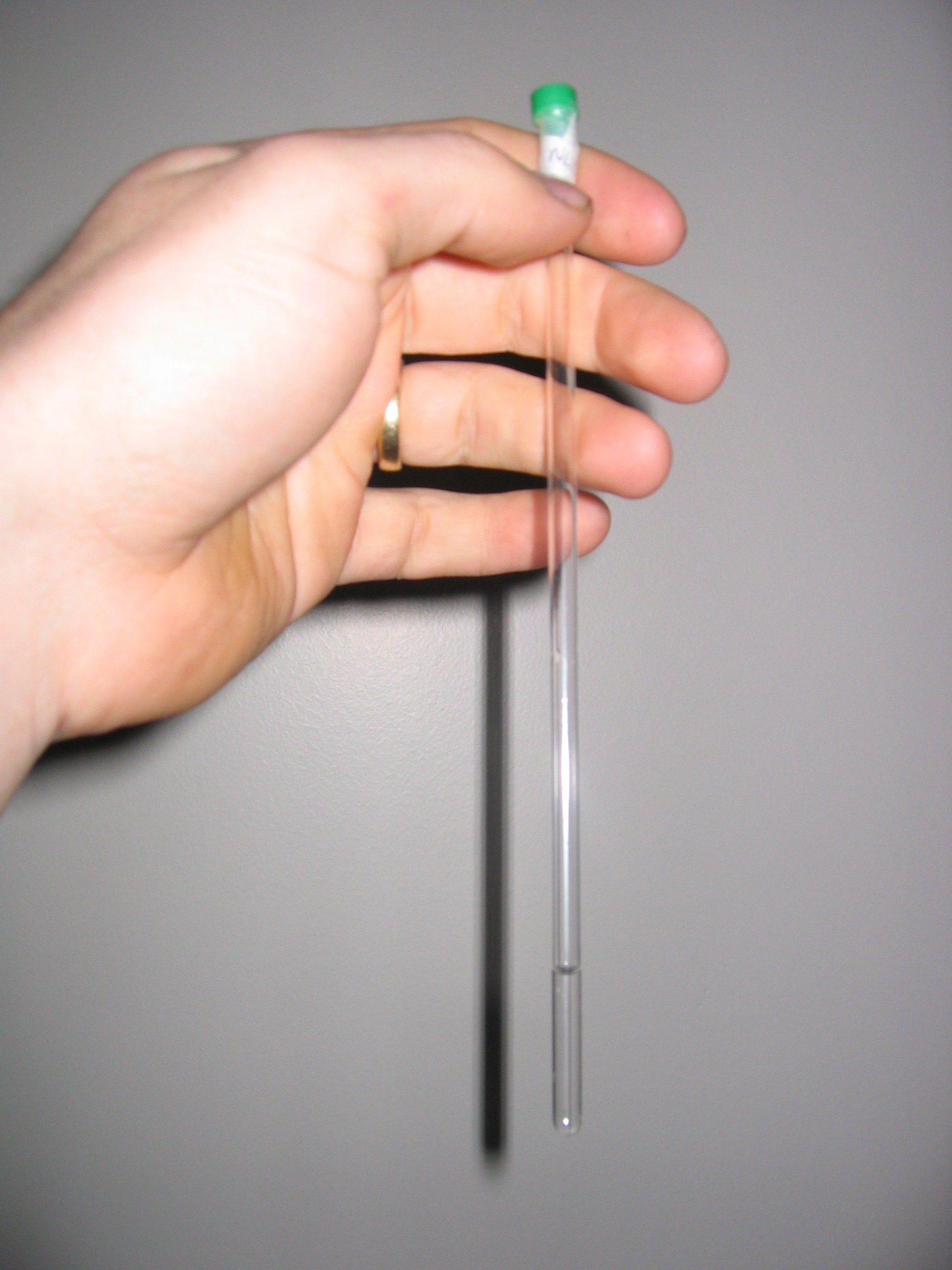
نمونه‌ای از یک لوله ان ام آر که با نمونه‌ای شفاف پر شده و به وسیله درپوش پلی اتیلنی و پارافین درز بندی شده‌است.

لوله ان‌ام‌ار(به انگلیسی: NMR tube) یک وسیله آزمایشگاهی است که به شکل یک لوله شیشه‌ای باریک است که برای قرار دادن نمونه در دستگاه اسپکتروسکوپ ان ام آر استفاده می‌شود. این لوله‌ها معمولاً در قطر ۵ میلی متر ساخته می‌شوند اما در قطر ۳ میلی‌متر و ۱۰ میلی‌متر نیز موجود است.

## نگارخانه

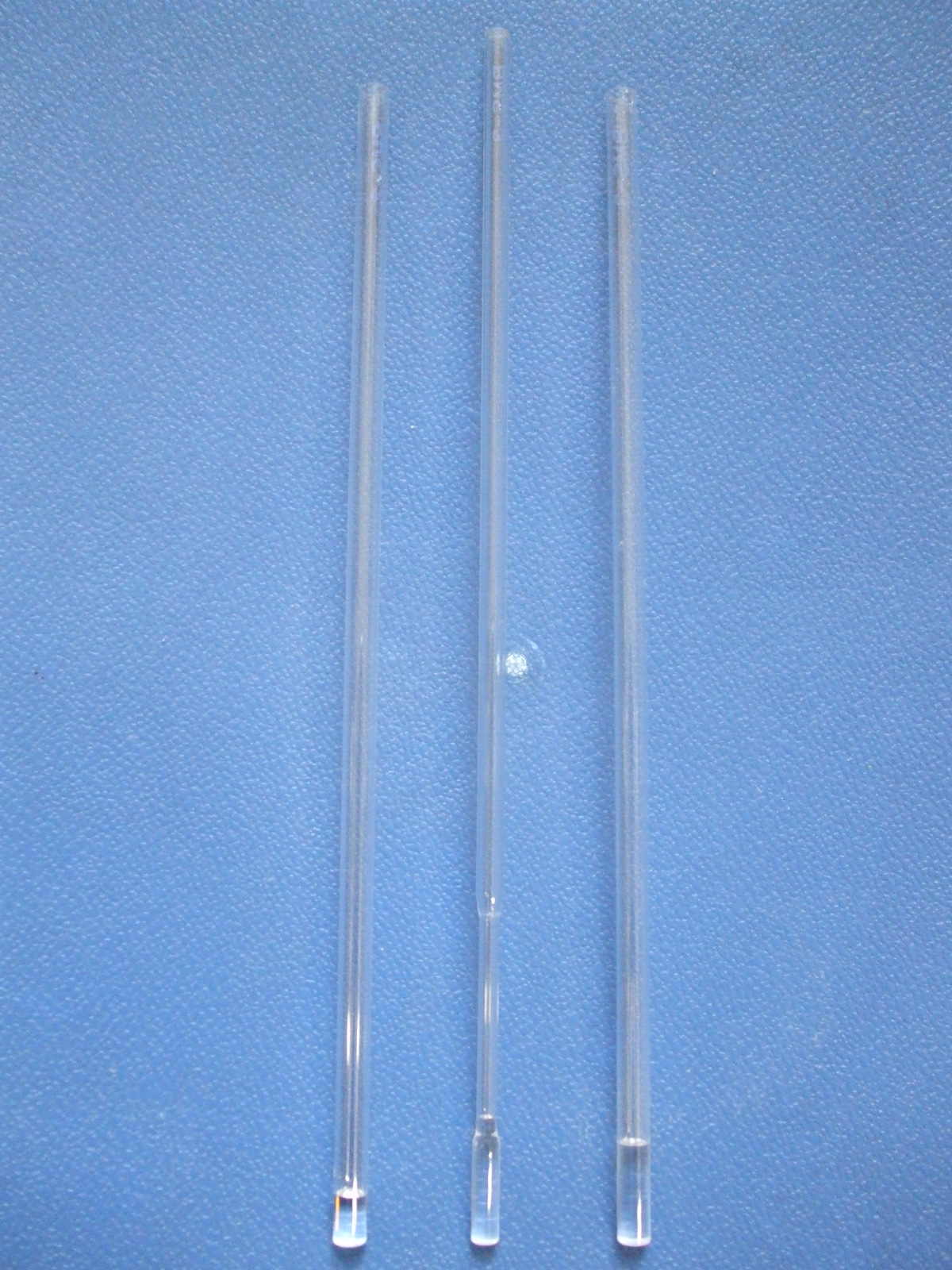
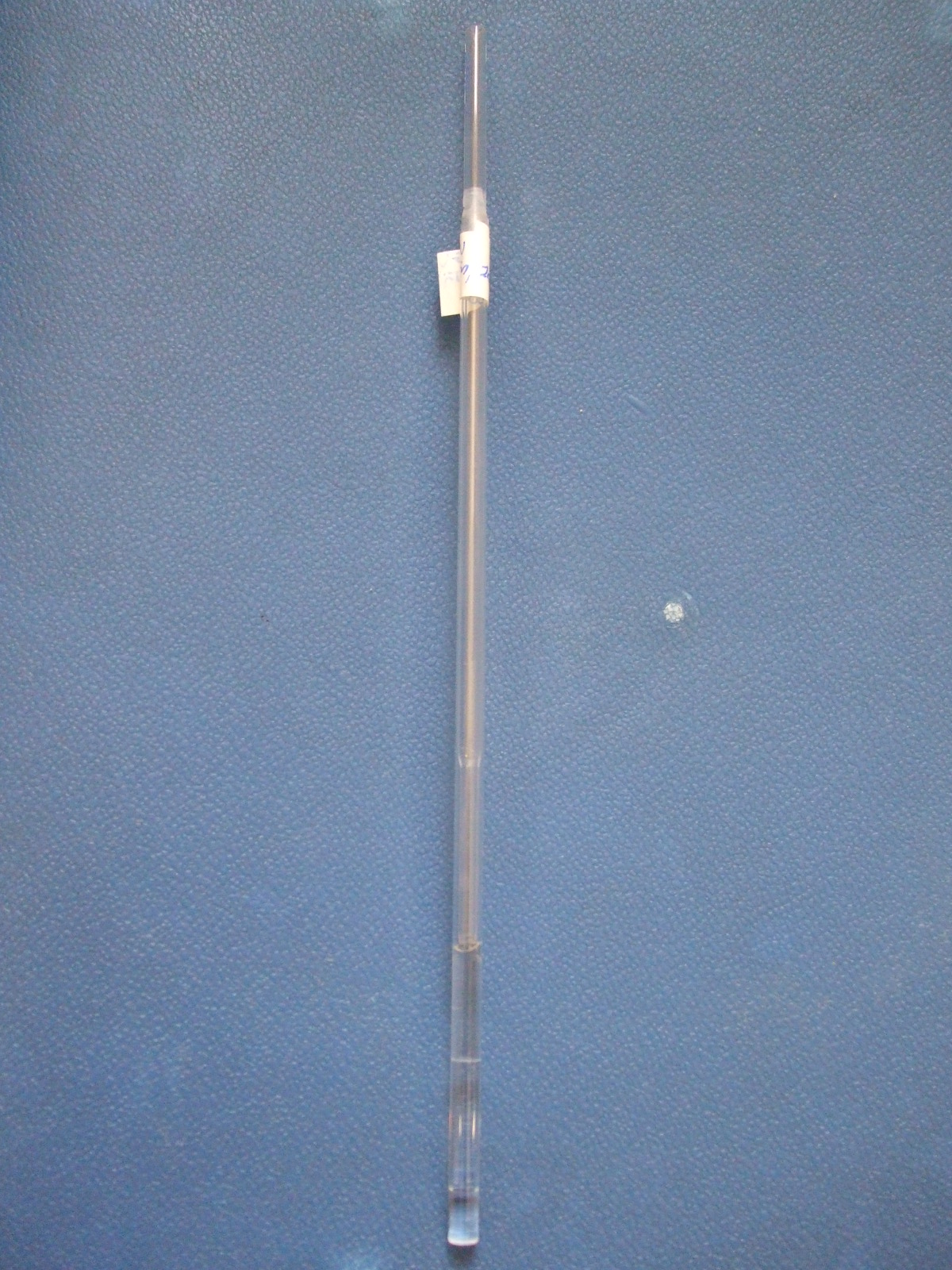
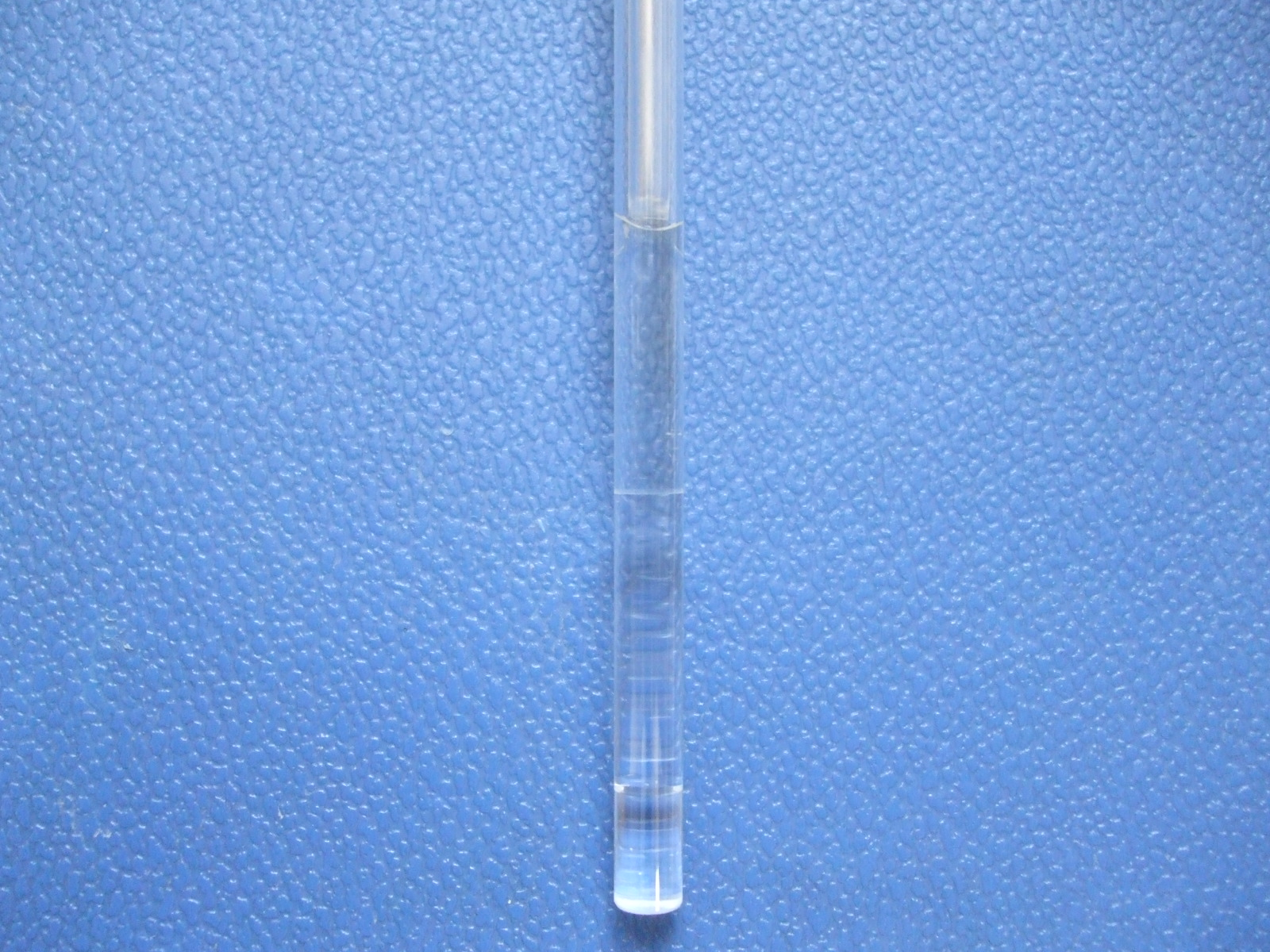